# Dick Durbin
Richard Joseph Durbin, detto Dick (East St. Louis, 21 novembre 1944), è un politico statunitense, senatore per lo stato dell'Illinois dal 1997 e in precedenza membro della Camera dei Rappresentanti per lo stesso stato dal 1983 al 1997. Dal 2005, Durbin ricopre la carica di Whip al Senato per il proprio partito di appertenenza, il Partito Democratico.